# Север (спортивный комплекс)
Се́вер — многофункциональный спортивный комплекс в Новосибирске. Домашний для баскетбольного клуба «Новосибирск».

## История
Построен в начале 80-х годов силами завода «Химаппарат» (ныне ПО «Север»). Сейчас на нём играет БК «Новосибирск». До постройки Локомотив-Арены которое закончилось в 2020 году на нём также играл ВК «Локомотив».